# لیبیس
لیبیس(نام علمی: Libys) نام یک سرده از راسته تهی‌خار است.